# 東京シンフォニエッタ
東京シンフォニエッタ（とうきょうシンフォニエッタ）は、東京都を本拠地とする室内オーケストラである。
1994年に、第二次世界大戦後以降に作られた音楽の演奏を目的として設立。東京文化会館などでの定期公演を中心に活動しており、フランスやドイツ、スペインなどでの海外公演も行っている。音楽監督を板倉康明が務めている。